# Любен Минчев
Любен Василев Минчев е български оперен певец, тенор. Баща е на големия български композитор Георги Минчев.

## Биография
През 1928 година завършва пеене в Държавната музикална консерватория в класа на Димитър Попиванов. Още преди дипломирането си, през 1927 г., дебютира на сцената на Софийската опера в ролята на Чекалински от операта „Дама пика“ от Чайковски.
Между 1929 и 1931 г. Минчев прави специализация в Милано при вокалния педагог Алфредо Чеки. През 1937 г. специализира още веднъж в чужбина – в Берлин при Корнелис Бронсгеест, където се подготвя за ролите на Лоенгрин от едноименната опера и на Радамес от „Аида“. Участва в концертни гастроли в Бреслау и Франкфурт на Майн с изпълнения на ролята на Каравадоси в операта „Тоска“. Гостува още в Братислава (1939, 1941), Загреб (1941), Букурещ (1947), Тирана (1951).
Характерни за изпълнителското майсторство Любен Минчев са изразителната кантилена и овладения полуглас (медза воче, mezza voce). Сред най-добрите му роли са на Канио в „Палячо“, Грицко в „Сорочински панаир“, Самозванецът в „Борис Годунов“, Ернесто в „Дон Паскуале“, Балдуин в „Зар Калоян“, Едгардо в „Лучия ди Ламермур“. В края на кариерата си се утвърждава като водещ изпълнител на тенорни партии от славянския оперен репертоар.
През 1950 г. Любен Минчев получава Димитровска награда II степен. През 1951 г. е удостоен със званието „народен артист“ и получава сребърен медал за наука и изкуство. През 1959 г. е награден с орден „Народна република България“ – I степен.